# Traian Lalescu
Traian Lalescu (Bucareste, 12 de julho de 1882 — Bucareste, 15 de junho de 1929) foi um matemático romeno.
Seu campo de interesse foi equações integrais, também contribuindo nas áreas de equação funcional, séries trigonométricas, física matemática, geometria, mecânica, álgebra e história da matemática.

## Vida
Frequentou a escola Carol I High School em Craiova, seguindo depois outras escolas em Roman e Iaşi. Após iniciar os estudos na Universidade de Iaşi, formou-se em 1903 na Universidade de Bucareste.
Doutorado em matemática na Universidade de Paris, em 1908. Sua tese, Sur les équations de Volterra, foi orientada por Charles Émile Picard.
Publicou em 1911 o primeiro livro sobre equações integrais, Introduction to the Theory of Integral Equations.
Foi professor na Universidade de Bucareste, na Universidade Politécnica de Timisoara (onde foi o primeiro reitor, em 1920), e na  Universidade Politécnica de Bucareste.

## Sequência de Lalescu
{\displaystyle L_{n}={\sqrt[{n+1}]{(n+1)!}}-{\sqrt[{n}]{n!}}}
{\displaystyle \lim _{n\to \infty }L_{n}={\frac {1}{e}}}

## Legado
Diversas intituições lembram seu nome, incluindo o Colegiul Naţional
de Informatică Traian Lalescu em Hunedoara e o Liceul Teoretic
Traian Lalescu em Reşiţa. Existe também a rua Traian Lalescu em Timişoara.
Uma estátua de Lalescu, executada em 1930 por Cornel Medrea, está situada em frente à Faculdade de Engenharia Mecânica, em Timişoara.

## Obras
- T. Lalesco, Introduction à la théorie des équations intégrales. Avec une préface de É. Picard, Paris: A.
Hermann et Fils, 1912. VII + 152 pp. JFM entry
- Traian Lalescu, Introducere la teoria ecuaţiilor integrale, Editura Academiei Republicii Populare Romîne, 1956. 134 pp.